# Biskria
Biskria is een geslacht van wantsen uit de familie van de Tingidae (Netwantsen). Het geslacht werd voor het eerst wetenschappelijk beschreven door  in .

## Soorten
Het genus bevat de volgende soorten:

- Biskria bishareenica Linnavuori, 1977
- Biskria gracilicornis (Puton, 1874)
- Biskria hispanica Gomez-Menor, 1955
- Biskria horvathi Kiritshenko, 1913
- Biskria lepida Horváth, 1905
- Biskria pakistana (Drake & Maldonado, 1959)
- Biskria sareptana (Jakovlev, 1876)